# Tilton-Northfield
Tilton Northfield es un lugar designado por el censo ubicado en el condado de Merrimack en el estado estadounidense de Nuevo Hampshire. En el Censo de 2010 tenía una población de 3.075 habitantes y una densidad poblacional de 405,49 personas por km².

## Geografía
Tilton Northfield se encuentra ubicado en las coordenadas 43°26′32″N 71°35′44″O / 43.44222, -71.59556. Según la Oficina del Censo de los Estados Unidos, Tilton Northfield tiene una superficie total de 7.58 km², de la cual 7.33 km² corresponden a tierra firme y (3.31%) 0.25 km² es agua.

## Demografía
Según el censo de 2010, había 3.075 personas residiendo en Tilton Northfield. La densidad de población era de 405,49 hab./km². De los 3.075 habitantes, Tilton Northfield estaba compuesto por el 96.1% blancos, el 0.65% eran afroamericanos, el 0.39% eran amerindios, el 1.4% eran asiáticos, el 0% eran isleños del Pacífico, el 0.16% eran de otras razas y el 1.3% pertenecían a dos o más razas. Del total de la población el 0.98% eran hispanos o latinos de cualquier raza.